# 艾娃 (阿肯色州)
艾娃（英語：Ava）是位於美國阿肯色州佩里縣的一個非建制地區。該地的面積和人口皆未知。

## 地理
艾娃的座標為34°52′10″N 93°12′20″W / 34.86944°N 93.20556°W，而該地的平均海拔高度為173米（即568英尺）。